# Premstätten
Premstätten est depuis janvier 2016 une commune située dans le district de Graz-Umgebung en Styrie, en Autriche. Cependant, elle a été fondée en janvier 2015 sous le nom de ville Unterpremstätten-Zettling.
La municipalité a été fondée dans le cadre de la réforme structurelle municipale Styrie, le 31 décembre 2014. Elle est issue de la fusion de des municipalités indépendantes d'Unterpremstätten et de Zettling.
Une pétition de la municipalité de Zettling contre la fusion, présentée à la Cour constitutionnelle, a été présentée mais n'a pas abouti.
Après un conseil municipal correspondant, la commune porte depuis 2016 le nom de Premstätten.